# Angel Haze
Angel Haze (n. Raykeea Wilson în iulie 1992, Detroit) este o rapperiță, cântăreață și textieră americană aflată sub contract cu casele de discuri Universal Republic și Island Records. Ea a câștigat notorietate pe parcursul anului 2012, odată cu lansarea discurilor Reservation și Classick, care au primit recenzii favorabile din partea criticilor de specialitate. De asemenea, Angel Haze a ocupat locul trei pe lista „BBC Sound of ...”, fiind considerată de către un juriu de specialitate drept una dintre cele mai promițătoare noi artiste ale anului 2013.

## Discografie
Albume de studio
- Dirty Gold (2013)
- Back to the Woods (2015)

Mixtape-uri
- King (2011)
- Voice EP (2012)
- Reservation (2012)
- Classick (2012)